# Lista chorążych reprezentacji Niemiec na igrzyskach olimpijskich
Lista chorążych reprezentacji Niemiec na igrzyskach olimpijskich – lista zawodników i zawodniczek reprezentacji Niemiec, którzy podczas ceremonii otwarcia nowożytnych igrzysk olimpijskich nieśli flagę niemiecką.

## Chronologiczna lista chorążych
| Lp. | Rok i miejsce           | Chorąży             | Dyscyplina                             |
| --- | ----------------------- | ------------------- | -------------------------------------- |
| 1   | 1896, Ateny             | b.d.                |                                        |
| 2   | 1900, Paryż             | b.d.                |                                        |
| 3   | 1904, Saint Louis       | b.d.                |                                        |
| 4   | 1908, Londyn            | Wilhelm Kaufmann    | Gimnastyka                             |
| 5   | 1912, Sztokholm         | Karl von Halt       | Lekkoatletyka                          |
| 6   | 1928, Sankt Moritz      | Karl Neuner         | Kombinacja norweska                    |
| 7   | 1928, Amsterdam         | Ernst Paulus        | Lekkoatletyka                          |
| 8   | 1932, Lake Placid       | Martin Schröttle    | Hokej na lodzie                        |
| 9   | 1932, Los Angeles       | Georg Gehring       | Zapasy                                 |
| 10  | 1936, Innsbruck         | Georg von Kaufmann  | Biegi narciarskie                      |
| 11  | 1936, Berlin            | Hans Fritsch        | Lekkoatletyka                          |
| 12  | 1952, Oslo              | Helmut Böck         | Biegi narciarskie, Kombinacja norweska |
| 13  | 1952, Helsinki          | Friedel Schirmer    | Lekkoatletyka                          |
| 14  | 1956, Cortina d'Ampezzo | Anderl Ostler       | Bobsleje                               |
| 15  | 1956, Melbourne         | Karl-Friedrich Haas | Lekkoatletyka                          |
| 16  | 1960, Squaw Valley      | Helmut Recknagel    | Skoki narciarskie                      |
| 17  | 1960, Rzym              | Fritz Thiedemann    | Jeździectwo                            |
| 18  | 1964, Innsbruck         | Georg Thoma         | Kombinacja norweska                    |
| 19  | 1964, Tokio             | Ingrid Krämer       | Skoki do wody                          |
| 20  | 1992, Albertville       | Wolfgang Hoppe      | Bobsleje                               |
| 21  | 1992, Barcelona         | Manfred Klein       | Wioślarstwo                            |
| 22  | 1994, Lillehammer       | Mark Kirchner       | Biathlon                               |
| 23  | 1996, Atlanta           | Arnd Schmitt        | Szermierka                             |
| 24  | 1998, Nagano            | Jochen Behle        | Biegi narciarskie                      |
| 25  | 2000, Sydney            | Birgit Fischer      | Kajakarstwo                            |
| 26  | 2002, Salt Lake City    | Hilde Gerg          | Narciarstwo alpejskie                  |
| 27  | 2004, Ateny             | Ludger Beerbaum     | Jeździectwo                            |
| 28  | 2006, Turyn             | Kati Wilhelm        | Biathlon                               |
| 29  | 2008, Pekin             | Dirk Nowitzki       | Koszykówka                             |
| 30  | 2010, Vancouver         | André Lange         | Bobsleje                               |
| 31  | 2012, Londyn            | Natascha Keller     | Hokej na trawie                        |
| 32  | 2014, Soczi             | Maria Höfl-Riesch   | Narciarstwo alpejskie                  |
| 33  | 2016, Rio de Janeiro    | Timo Boll           | Tenis stołowy                          |
| 34  | 2018, Pjongczang        | Eric Frenzel        | Kombinacja norweska                    |
| 35  | 2020, Tokio             | Laura Ludwig        | Siatkówka plażowa                      |
| 35  | 2020, Tokio             | Patrick Hausding    | Skoki do wody                          |
| 36  | 2022, Pekin             | Claudia Pechstein   | Łyżwiarstwo szybkie                    |
| 36  | 2022, Pekin             | Francesco Friedrich | Bobsleje                               |